# Soutelo Mourisco
Soutelo Mourisco ist ein Ort und eine ehemalige Gemeinde (Freguesia) im portugiesischen Kreis Macedo de Cavaleiros. Die Gemeinde hatte 31 Einwohner (Stand 30. Juni 2011).
Am 29. September 2013 wurden die Gemeinden Soutelo Mourisco, Espadanedo, Edroso und Murçós zur neuen Gemeinde União das Freguesias de Espadanedo, Edroso, Murçós e Soutelo Mourisco zusammengeschlossen.